# 詹姆斯·吉布森
詹姆斯·杰尔姆·吉布森（James Jerome Gibson，1904年1月27日—1979年12月11日）是一位美国心理学家，被认为是20世纪视知觉领域最重要的心理学家之一。1950年，他发表了经典著作《視覺世界的知覺》（The Perception of the Visual World），根据自己的实验，反对当时流行的行为主义观点。 
在他后来的著作中，例如《视知觉生态论》（The Ecological Approach to Visual Perception，1979年），吉布森变得更为哲学化，如同从前批评行为主义一样地批评认知主义。吉布森强烈地主张直接知觉
詹姆斯·吉布森的妻子埃莉诺·吉布森也是一位心理学家，他们在1932年结婚。